# Грязовецкий район
Гря́зовецкий райо́н — административно-территориальная единица (район) в Вологодской области России. В рамках организации местного самоуправления в границах района существует муниципальное образование Грязовецкий муниципальный округ (с 2004 до 2022 гг. — муниципальный район).
Административный центр — город Грязовец (в 44 км от Вологды). Район образован в 1929 году.

## География
Территория: 5,03 тыс.кв.км — 3,5 % территории области — 14 место. Основные реки: Лежа, Монза и Обнора. Крупное озеро Никольское. Значительную территорию занимают болота.

## История

### Археологические памятники
После таяния ледника большую часть территории района покрывало образовавшееся  обширное озеро. В дальнейшем оно высохло, и происходило 
заселения и освоения древними людьми нынешней территории Грязовецкого района (с эпохи неолита, примерно с IV тыс. до н. э.)
В Грязовецком районе расположены две неолитические стоянки Комёла и Туфанка. 
На них ямочно-гребенчатая керамика, занятие населения рыболовство и охота.
Во II—I тысячелетиях до н. э. изменяется занятие населения. Появляется население занимающееся скотоводством.
Курган Криводино, относящийся к последним векам до н. э. — первым векам н. э. Многое указывает на влияние пришлого населения, а именно южных кочевнических племен.
Освоение территории древнерусским населением началось довольно поздно, не ранее XII века переселенцами с запада с ними связывают селище XII — XIV веков, из земель ильменских славян или кривичей, которые вытеснили проживавших весь, мерю. Вместе с ними пришло и основное занятие — земледелие. Славяне осваивали дремучие Комельские леса, расположенные по рекам Нурме и Обноре. Часть авторов утверждают что на территории района располагалось Авнежское княжество.

### Монастырский период
Ещё в XIV веке на реку Авнегу пришёл соратник Сергия Радонежского старец Димитрий и построил здесь Воскресенскую церковь при впадении реки Великой в реку Лежу ныне село Воскресенское (Ведёрковский с/с). Позже он перебрался под Вологду, где прославился как Димитрий Прилуцкий.
В конце XIV века в здешних Грязовецком крае действовали Григорий и Кассиан Авнежские, а в начале XV века на реки Обнору и Нурму пришли Павел и Сергий, основавшие тут монастыри. Арсения Комельского, бывший настоятелем Троице-Сергиевого монастыря, и Корнилий Комельский также основали монастыри названные в честь них.
В грамоте Ивана III 1489 года впервые упоминаются отдельные населённые пункты грязовецкого края, по ней Павло-Обнорскому монастырю жалуются деревни Вантиево, Половоз, Кебас и Зыбалово.
Монастыри Грязовецкого уезда
- Существовавшие до революции 1917 года Павло-Обнорский, мужской, 3 класса. Основан в 1413 г. преп. Павлом Обнорскими, волог. чудотв.; настоятельство сначала игуменское; с 1694 до 1764 г. архимандритское; с 1764 г. до ныне игуменское. Крестьян было 1964 души.
- Корнильев Комельский, муж., 3 класса, основанный в 1497 году. преп. Корнилием Комельским, волог. чудотв. Настоятельство сначала игуменское; с 1693 г. до 1764 г. архимандритское; с 1764 г. до ныне игуменское. Крестьян было 3088. (180) [(180) См. Историч. и Статист. Опис. Корнил. Комел. Монаст., составл. в 1852 г., напеч. в Вологе 1855 г.]
- Арсениев Комельский, мужеский, 3 класса. Основан в 1530 году преп. Арсением Комельским, волог. чудотв ; настоятельство сначала строител., потом с начала XVII стол. (с 1617 г.) и до ныне игуменское. Крестьян было 236 душ.

Упразднённые
- Архангельская Подболотная мужская пустыня; время основания неизвестно; упразднена до штатов 1764 г. Настоятельство было строительское, крестьян было 16 душ.
- Озёрский, Николаевский мужской монастырь; основан около 1520 г. преп. Стефаном Комельским, волог. чудот.; упразднён в 1764 г.; настоят. было игуменское; по упразднению обращён в безприходную церковь, которая в 1860 г., по указу св. синода приписана со всеми землями в волог. Горнему Успенскому девич. монастырю. Крестьян было 1264 души.
- Иннокентиевский Спасопреображенский мужеск. монастырь основан около 1478 г. преп. Иннокентием Комельским, волог. чудотв.; упраздн. в 1764 г.; настоят. было игуменское; крестьян было 428 душ. Ныне приходская Спасопреображ., „что в упразднённом Иннокентиев монастыре," церковь.
- Нуромский Спасопреображенский, мужеский; основан около 1389 г. преп. Сергием Нуромским, волог чудотв.; упразднён в 1764 году; настоят. было игуменское; крестьян было 380 душ. Ныне приходская Спасонуромская церковь.
- Печенский, Спасопреображенский, мужеский; время основ. неизв.; упразднён до штатов 1764 г.; настоят. было строительское. Ныне приходская Спасопреображенская Печенская церковь.
- Церевисьевская, Покровская мужеск. пустыня. Время основ. неизв.; упраздн. при штатах в 1764 г.; о настоят. неизвестно; крестьян было 24 души. Ныне Покровская Перевисьевская приходская церковь.
- Перцова, мужеск. пустыня; основ. преподобными Авксентием и Онуфрием около 1499 г.; упразднена до штатов 1764 г.; о настоят. неизвестно. Ныне приходская Троицкая Перцовская церковь.
- Коптева, Сретенская или Никольская, муж. пустыня; время основ. неизв.; упразднена за долго до штатов 1764 г. В 1596 г. по царской граммате, была приписана к Корнильеву монастырю; о настоятельстве неизвестно; ныне приходская Сретенская Коптева церковь.
- Иоанно-Богословская, что на Кохтыше, муж. пустыня; время основ. неизв.; упразднена до штатов 1764 г.; о настоятельстве неизв.; ныне приходская Иоанно -Богословская Кохтышская церковь.

### Грязовецкий уезд
Грязовец стал городом в 1780 году после образования Грязовецкого уезда в Вологодском наместничестве, выделенного из Вологодского уезда. В 1924 году уезд был упразднён.

### Грязовецкий район
Грязовецкий район образован в 1929 году в составе Вологодского округа Северного края РСФСР.
20 июня 1932 года Президиум ВЦИК постановил упразднить Вологодский район, Северного края. К Грязовецкому району отошли Брюховский, Заболотский, Марковский и Пухтинский сельсоветы полностью, а также части территории Беловского, Гаврильцевского и Лихтожского сельсоветов, с границей на этом участке по реке Лихтожской.
После принятия Конституции СССР в 1936 году район в составе Северной области. После разделения Северной области, в соответствии с Постановлением ЦИК СССР от 23 сентября 1937 года, на Вологодскую и Архангельскую в составе вновь образованной Вологодской области. В 1935—1959 годы из восточной части выделялся отдельный Лежский район.

## Население
| 2002    | 2009    | 2011    | 2012    | 2013    | 2014    | 2015    | 2016    | 2017    |
| ------- | ------- | ------- | ------- | ------- | ------- | ------- | ------- | ------- |
| 41 644  | ↘38 552 | ↘35 637 | ↘35 202 | ↘34 577 | ↘34 037 | ↘33 580 | ↘33 082 | ↘32 730 |
| 2018    | 2019    | 2020    | 2021    | 2023    |         |         |         |         |
| ↘32 421 | ↘32 152 | ↘31 930 | ↗32 472 | ↘32 078 |         |         |         |         |

### Урбанизация
Городское население — в городе Грязовец и пгт (рабочем посёлке) Вохтога — составляет 61.88 % населения муниципального района.

### Национальный состав
По итогам переписи населения 2020 года проживали следующие национальности (национальности менее 0,1 % и другое, см. в сноске к строке «Другие»):
| Национальность | Численность, чел. | Доля     |
| -------------- | ----------------- | -------- |
| Русские        | 31 383            | 96,65 %  |
| Узбеки         | 86                | 0,26 %   |
| Армяне         | 76                | 0,23 %   |
| Украинцы       | 66                | 0,20 %   |
| Другие         | 861               | 2,66 %   |
| Итого          | 32 472            | 100,00 % |

## Территориальное устройство
Административно-территориальные единицы
Грязовецкий район в рамках административно-территориального устройства, включает 1 город районного значения (Грязовец), 1 посёлок городского типа (рабочий посёлок Вохтога) и 16 сельсоветов:
| №  | Сельсовет    | Соответствующее муниципальное образование                        |
| -- | ------------ | ---------------------------------------------------------------- |
| 1  | Анохинский   | СП Сидоровское МО                                                |
| 2  | Ведерковский | СП Комьянское МО                                                 |
| 3  | Вохтогский   | ГП Вохтожское МО                                                 |
| 4  | Жерноковский | СП Перцевское МО                                                 |
| 5  | Идский       | СП Миньковское Бабушкинского МР, СП Толшменское МО Тотемского МР |
| 6  | Каменский    | ГП Вохтожское МО                                                 |
| 7  | Комьянский   | СП Комьянское МО                                                 |
| 8  | Лежский      | СП Сидоровское МО                                                |
| 9  | Минькинский  | СП Юровское МО                                                   |
| 10 | Перцевский   | СП Перцевское МО, ГП Грязовецкое МО                              |
| 11 | Плосковский  | СП Ростиловское МО                                               |
| 12 | Покровский   | СП Юровское МО                                                   |
| 13 | Ростиловский | СП Ростиловское МО, ГП Грязовецкое МО                            |
| 14 | Сидоровский  | СП Сидоровское МО                                                |
| 15 | Фроловский   | СП Перцевское МО                                                 |
| 16 | Юровский     | СП Юровское МО                                                   |

Муниципальные образования
В рамках организации местного самоуправления в границах района функционирует Грязовецкий муниципальный округ (с 2004 до 2022 года — муниципальный район).
Изначально в составе новообразованного муниципального района в декабре 2004 года были созданы 2 городских и 9 сельских поселений. В апреле 2009 года и марте 2013 года были упразднены и объединены некоторые сельские поселения.
С 2013 до 2022 года муниципальный район делился на 7 муниципальных образований нижнего уровня, в том числе 2 городских и 5 сельских поселений.
| №        | Муниципальное образование | Административный центр  | Количество населённых пунктов | Население (чел.) | Площадь (км²) |
| -------- | ------------------------- | ----------------------- | ----------------------------- | ---------------- | ------------- |
| 1e-06    | Городское поселение:      |                         |                               |                  |               |
| 1        | Вохтожское                | рабочий посёлок Вохтога | 48                            | ↗6737            | 488,91        |
| 2        | Грязовецкое               | город Грязовец          | 3                             | ↘14 769          | 31,26         |
| 2.000002 | Сельское поселение:       |                         |                               |                  |               |
| 3        | Комьянское                | деревня Хорошево        | 86                            | ↗1798            | 390,16        |
| 4        | Перцевское                | деревня Слобода         | 91                            | ↗2363            | 607,29        |
| 5        | Ростиловское              | деревня Ростилово       | 91                            | ↗2155            | 865,95        |
| 6        | Сидоровское               | село Сидорово           | 78                            | ↗1702            | 1218,86       |
| 7        | Юровское                  | деревня Юрово           | 89                            | ↗2948            | 709,22        |

1 июня 2022 года муниципальный район и все входившие в его состав городские и сельские поселения были упразднены и объединены в Грязовецкий муниципальный округ.

## Населённые пункты
В Грязовецком районе 484 населённых пункта, в том числе 2 городских — посёлок городского типа (рабочий посёлок) и город — и 482 сельских. В Грязовецком муниципальном округе 481 населённый пункт, в том числе 2 городских и 479 сельских. К муниципальному округу не относятся 3 посёлка Идского сельсовета Грязовецкого района: Ида (входит в Бабушкинский муниципальный округ), а также Карица и Гремячий (входят в Тотемский муниципальный округ).
| №          | Населённый пункт      | Тип             | Население                                                                                  | Бывшее муниципальное образование |
| ---------- | --------------------- | --------------- | ------------------------------------------------------------------------------------------ | -------------------------------- |
| 1          | Грязовец              | город           | ↘14 424                                                                                    | Грязовецкое                      |
| 2          | Вохтога               | рабочий посёлок | ↘5425                                                                                      | Вохтожское                       |
| 3          | Абанино               | деревня         | 10                                                                                         | Ростиловское                     |
| 4          | Аграфенка             | деревня         | 0                                                                                          | Комьянское                       |
| 5          | Акинфовица            | деревня         | 0                                                                                          | Юровское                         |
| 6          | Аксёново              | деревня         | 103                                                                                        | Вохтожское                       |
| 7          | Аксёново              | деревня         | 0                                                                                          | Перцевское                       |
| 8          | Алексино              | деревня         | 8                                                                                          | Сидоровское                      |
| 9          | Алферово              | деревня         | 0                                                                                          | Сидоровское                      |
| 10         | Алферово              | деревня         | 0                                                                                          | Юровское                         |
| 11         | Ананкино              | деревня         | 0                                                                                          | Комьянское                       |
| 12         | Андраково             | деревня         | 15                                                                                         | Юровское                         |
| 13         | Андрейково            | деревня         | 0                                                                                          | Комьянское                       |
| 14         | Андрейково            | деревня         | 0                                                                                          | Юровское                         |
| 15         | Аннинское             | деревня         | 9                                                                                          | Комьянское                       |
| 16         | Анопино               | деревня         | 13                                                                                         | Юровское                         |
| 17         | Аносово               | деревня         | 8                                                                                          | Ростиловское                     |
| 18         | Анохино               | деревня         | 345                                                                                        | Сидоровское                      |
| 19         | Антипино              | деревня         | 0                                                                                          | Вохтожское                       |
| 20         | Арефино               | деревня         | 10                                                                                         | Комьянское                       |
| 21         | Аркатово              | деревня         | 4                                                                                          | Ростиловское                     |
| 22         | Арсенка               | деревня         | ↘0                                                                                         | Перцевское                       |
| 23         | Артемово              | деревня         | 8                                                                                          | Ростиловское                     |
| 24         | Афанасково            | деревня         | 0                                                                                          | Вохтожское                       |
| 25         | Бакланка              | ж/д станция     | 76                                                                                         | Ростиловское                     |
| 26         | Бакланка              | деревня         | 0                                                                                          | Сидоровское                      |
| 27         | Бакшейка              | деревня         | ↗24                                                                                        | Перцевское                       |
| 28         | Бакшино               | деревня         | 17                                                                                         | Сидоровское                      |
| 29         | Балагурово            | деревня         | 0                                                                                          | Юровское                         |
| 30         | Барское               | деревня         | 0                                                                                          | Юровское                         |
| 31         | Барское-Сырищево      | деревня         | 0                                                                                          | Комьянское                       |
| 32         | Басаргино             | деревня         | 53                                                                                         | Ростиловское                     |
| 33         | Басино                | деревня         | 0                                                                                          | Юровское                         |
| 34         | Батово                | деревня         | 93                                                                                         | Ростиловское                     |
| 35         | Бекренево             | деревня         | 36                                                                                         | Сидоровское                      |
| 36         | Белово                | деревня         | 3                                                                                          | Вохтожское                       |
| 37         | Бель                  | деревня         | 0                                                                                          | Комьянское                       |
| 38         | Берендеево            | деревня         | 0                                                                                          | Комьянское                       |
| 39         | Блазны                | деревня         | ↘8                                                                                         | Перцевское                       |
| 40         | Боброво               | деревня         | 0                                                                                          | Комьянское                       |
| 41         | Боброво               | деревня         | 16                                                                                         | Ростиловское                     |
| 42         | Богданово             | деревня         | 5                                                                                          | Вохтожское                       |
| 43         | Богослово             | деревня         | 0                                                                                          | Комьянское                       |
| 44         | Бокотово              | деревня         | 6                                                                                          | Юровское                         |
| 45         | Большие Дворища       | деревня         | ↘79                                                                                        | Перцевское                       |
| 46         | Большое Бродино       | деревня         | 6                                                                                          | Сидоровское                      |
| 47         | Большое Денисьево     | деревня         | 9                                                                                          | Комьянское                       |
| 48         | Большое Займище       | деревня         | ↘18                                                                                        | Перцевское                       |
| 49         | Большое Косиково      | деревня         | 53                                                                                         | Ростиловское                     |
| 50         | Большое Костино       | деревня         | 6                                                                                          | Комьянское                       |
| 51         | Большой Дор           | деревня         | 9                                                                                          | Сидоровское                      |
| 52         | Борщовка              | деревня         | 0                                                                                          | Юровское                         |
| 53         | Брагино               | деревня         | 11                                                                                         | Комьянское                       |
| 54         | Брагино               | деревня         | 4                                                                                          | Юровское                         |
| 55         | Брянцево              | деревня         | 0                                                                                          | Комьянское                       |
| 56         | Бубейкино             | деревня         | 0                                                                                          | Сидоровское                      |
| 57         | Бурково               | деревня         | 0                                                                                          | Юровское                         |
| 58         | Бурцево               | деревня         | ↘0                                                                                         | Перцевское                       |
| 59         | Бушуиха               | деревня         | 0                                                                                          | Комьянское                       |
| 60         | Бушуиха               | посёлок         | 426                                                                                        | Комьянское                       |
| 61         | Бушуиха               | ж/д станция     | 27                                                                                         | Комьянское                       |
| 62         | Быково                | деревня         | 0                                                                                          | Комьянское                       |
| 63         | Ваганово              | деревня         | 3                                                                                          | Вохтожское                       |
| 64         | Вайдаш                | деревня         | 0                                                                                          | Юровское                         |
| 65         | Ванчино               | деревня         | 4                                                                                          | Сидоровское                      |
| 66         | Вараксино             | деревня         | 242                                                                                        | Ростиловское                     |
| 67         | Василево              | деревня         | 3                                                                                          | Комьянское                       |
| 68         | Васильевка            | деревня         | 0                                                                                          | Вохтожское                       |
| 69         | Васюково              | деревня         | 25                                                                                         | Юровское                         |
| 70         | Ведерково             | деревня         | 4                                                                                          | Комьянское                       |
| 71         | Векшино               | деревня         | 0                                                                                          | Сидоровское                      |
| 72         | Великорецкий Липовик  | деревня         | 4                                                                                          | Комьянское                       |
| 73         | Верхняя Пустынь       | деревня         | 4                                                                                          | Вохтожское                       |
| 74         | Висляково             | деревня         | 7                                                                                          | Ростиловское                     |
| 75         | Воздвиженское         | деревня         | 15                                                                                         | Юровское                         |
| 76         | Вознесенье            | село            | ↘0                                                                                         | Комьянское                       |
| 77         | Волково               | деревня         | ↗15                                                                                        | Перцевское                       |
| 78         | Волково               | деревня         | →0                                                                                         | Перцевское                       |
| 79         | Волосатово            | деревня         | →0                                                                                         | Перцевское                       |
| 80         | Волоцкой              | разъезд         | ↘0                                                                                         | Перцевское                       |
| 81         | Волынево              | деревня         | ↘3                                                                                         | Перцевское                       |
| 82         | Вольное-Сырищево      | деревня         | 0                                                                                          | Комьянское                       |
| 83         | Воронино              | деревня         | 9                                                                                          | Комьянское                       |
| 84         | Воскресенское         | село            | ↘0                                                                                         | Комьянское                       |
| 85         | Вострогский           | посёлок         | 286                                                                                        | Вохтожское                       |
| 86         | Восья                 | деревня         | 0                                                                                          | Вохтожское                       |
| 87         | Восья                 | посёлок         | 19                                                                                         | Вохтожское                       |
| 88         | Вохтога               | деревня         | 117                                                                                        | Вохтожское                       |
| 89         | Выборово              | деревня         | 10                                                                                         | Перцевское                       |
| 90         | Высоково              | деревня         | 0                                                                                          | Ростиловское                     |
| 91         | Гавраково             | деревня         | 0                                                                                          | Перцевское                       |
| 92         | Галкино               | деревня         | 0                                                                                          | Перцевское                       |
| 93         | Гари                  | деревня         | 23                                                                                         | Перцевское                       |
| 94         | Герасимово            | деревня         | 5                                                                                          | Сидоровское                      |
| 95         | Глубокое              | хутор           | 238                                                                                        | Вохтожское                       |
| 96         | Глубокое              | деревня         | 4                                                                                          | Сидоровское                      |
| 97         | Голубково             | деревня         | 0                                                                                          | Перцевское                       |
| 98         | Гора                  | деревня         | 6                                                                                          | Комьянское                       |
| 99         | Горицы                | деревня         | 7                                                                                          | Сидоровское                      |
| 100        | Горка                 | деревня         | 0                                                                                          | Ростиловское                     |
| 101        | Грибово               | деревня         | 0                                                                                          | Юровское                         |
| 102        | Гридино               | деревня         | 31                                                                                         | Перцевское                       |
| 103        | Гридино               | деревня         | 0                                                                                          | Перцевское                       |
| 104        | Гридино               | деревня         | 0                                                                                          | Сидоровское                      |
| 105        | Дворец                | деревня         | 17                                                                                         | Ростиловское                     |
| 106        | Девять Изб            | деревня         | 0                                                                                          | Перцевское                       |
| 107        | Дедово                | деревня         | 0                                                                                          | Перцевское                       |
| 108        | Демкино               | деревня         | 0                                                                                          | Перцевское                       |
| 109        | Демьянково            | деревня         | 11                                                                                         | Сидоровское                      |
| 110        | Демьяново             | село            | 200                                                                                        | Вохтожское                       |
| 111        | Дикарево              | деревня         | 3                                                                                          | Комьянское                       |
| 112        | Дмитриево             | деревня         | 0                                                                                          | Ростиловское                     |
| 113        | Дмитриево             | деревня         | 6                                                                                          | Сидоровское                      |
| 114        | Дмитриевское          | село            | 0                                                                                          | Юровское                         |
| 115        | Долотово              | деревня         | 0                                                                                          | Перцевское                       |
| 116        | Дор                   | деревня         | 0                                                                                          | Ростиловское                     |
| 117        | Дор                   | деревня         | 3                                                                                          | Юровское                         |
| 118        | Дорожный Крутец       | деревня         | 0                                                                                          | Перцевское                       |
| 119        | Дресвище              | деревня         | 75                                                                                         | Вохтожское                       |
| 120        | Дроздово              | деревня         | 0                                                                                          | Перцевское                       |
| 121        | Дубовка               | деревня         | 6                                                                                          | Юровское                         |
| 122        | Дуденево              | деревня         | 0                                                                                          | Юровское                         |
| 123        | Дыроватово            | деревня         | 0                                                                                          | Перцевское                       |
| 124        | Дьяково               | деревня         | 0                                                                                          | Юровское                         |
| 125        | Дьяконово             | деревня         | 0                                                                                          | Перцевское                       |
| 126        | Дюкосово              | деревня         | 3                                                                                          | Перцевское                       |
| 127        | Дядинское             | деревня         | 4                                                                                          | Ростиловское                     |
| 128        | Евдокимово            | деревня         | 12                                                                                         | Комьянское                       |
| 129        | Евсюково              | деревня         | 10                                                                                         | Комьянское                       |
| 130        | Ежово                 | деревня         | 11                                                                                         | Перцевское                       |
| 131        | Елховка               | деревня         | 0                                                                                          | Вохтожское                       |
| 132        | Ельник                | деревня         | 0                                                                                          | Ростиловское                     |
| 133        | Ермолино              | деревня         | 12                                                                                         | Ростиловское                     |
| 134        | Есюткино              | деревня         | 7                                                                                          | Юровское                         |
| 135        | Желоминино            | деревня         | 0                                                                                          | Юровское                         |
| 136        | Желтиково             | деревня         | 0                                                                                          | Ростиловское                     |
| 137        | Жерноково             | деревня         | ↘216                                                                                       | Перцевское                       |
| 138        | Задорка               | деревня         | 3                                                                                          | Сидоровское                      |
| 139        | Заемье                | деревня         | 140                                                                                        | Ростиловское                     |
| 140        | Зажолка               | деревня         | 0                                                                                          | Юровское                         |
| 141        | Запрудново            | деревня         | 0                                                                                          | Ростиловское                     |
| 142        | Заречье               | деревня         | 119                                                                                        | Комьянское                       |
| 143        | Заречье               | деревня         | 0                                                                                          | Комьянское                       |
| 144        | Заречье               | деревня         | 3                                                                                          | Юровское                         |
| 145        | Заречье               | деревня         | 0                                                                                          | Юровское                         |
| 146        | Засечное              | деревня         | 0                                                                                          | Сидоровское                      |
| 147        | Захарово              | деревня         | 12                                                                                         | Юровское                         |
| 148        | Звягино               | деревня         | 9                                                                                          | Комьянское                       |
| 149        | Звягино               | деревня         | ↘0                                                                                         | Ростиловское                     |
| 150        | Звягловка             | деревня         | 0                                                                                          | Перцевское                       |
| 151        | Зимняк                | деревня         | 79                                                                                         | Комьянское                       |
| 152        | Ивняк                 | деревня         | 3                                                                                          | Комьянское                       |
| 153        | Ивонино               | деревня         | 0                                                                                          | Сидоровское                      |
| 154        | Игумново              | деревня         | 0                                                                                          | Юровское                         |
| 155        | Иевлево               | деревня         | 4                                                                                          | Ростиловское                     |
| 156        | Илейкино              | деревня         | 7                                                                                          | Перцевское                       |
| 157        | Ильинское             | деревня         | 11                                                                                         | Сидоровское                      |
| 158        | Илюшкино              | деревня         | 0                                                                                          | Сидоровское                      |
| 159        | Исады                 | хутор           | 44                                                                                         | Вохтожское                       |
| 160        | Исаково               | деревня         | 5                                                                                          | Юровское                         |
| 161        | Истопный              | посёлок         | 71                                                                                         | Вохтожское                       |
| 162        | Калинкино             | деревня         | 0                                                                                          | Перцевское                       |
| 163        | Каменка               | деревня         | 0                                                                                          | Вохтожское                       |
| 164        | Каменка               | посёлок         | 64                                                                                         | Вохтожское                       |
| 165        | Камешник              | деревня         | 69                                                                                         | Перцевское                       |
| 166        | Канево                | деревня         | 4                                                                                          | Сидоровское                      |
| 167        | Каргино               | хутор           | 77                                                                                         | Вохтожское                       |
| 168        | Карпиха               | деревня         | 0                                                                                          | Сидоровское                      |
| 169        | Кастиха               | деревня         | 0                                                                                          | Ростиловское                     |
| 170        | Качалово              | деревня         | 0                                                                                          | Перцевское                       |
| 171        | Кашино                | деревня         | ↘10                                                                                        | Комьянское                       |
| 172        | Кебас                 | деревня         | 0                                                                                          | Ростиловское                     |
| 173        | Кельино               | деревня         | 0                                                                                          | Сидоровское                      |
| 174        | Кирпичное             | посёлок         | 0                                                                                          | Вохтожское                       |
| 175        | Кирпичный Завод       | посёлок         | 6                                                                                          | Вохтожское                       |
| 176        | Киселево              | деревня         | 3                                                                                          | Комьянское                       |
| 177        | Клеопино              | деревня         | 0                                                                                          | Сидоровское                      |
| 178        | Кликуново             | деревня         | 0                                                                                          | Комьянское                       |
| 179        | Климково              | деревня         | 0                                                                                          | Ростиловское                     |
| 180        | Климово               | деревня         | 0                                                                                          | Перцевское                       |
| 181        | Климово               | деревня         | 15                                                                                         | Перцевское                       |
| 182        | Клобукино             | деревня         | 0                                                                                          | Сидоровское                      |
| 183        | Князево               | деревня         | 6                                                                                          | Перцевское                       |
| 184        | Кобяково              | деревня         | 22                                                                                         | Юровское                         |
| 185        | Козлово               | деревня         | 0                                                                                          | Перцевское                       |
| 186        | Козлово               | деревня         | 3                                                                                          | Ростиловское                     |
| 187        | Кокарево              | деревня         | 0                                                                                          | Ростиловское                     |
| 188        | Кокарево              | деревня         | 4                                                                                          | Юровское                         |
| 189        | Колотилиха            | деревня         | 14                                                                                         | Сидоровское                      |
| 190        | Комарово              | деревня         | 0                                                                                          | Вохтожское                       |
| 191        | Комарово              | деревня         | 0                                                                                          | Ростиловское                     |
| 192        | Константиново         | деревня         | 5                                                                                          | Сидоровское                      |
| 193        | Корбино               | деревня         | 0                                                                                          | Перцевское                       |
| 194        | Корнильево            | местечко        | 59                                                                                         | Ростиловское                     |
| 195        | Корнильевская Слобода | деревня         | 6                                                                                          | Ростиловское                     |
| 196        | Коротыгино            | деревня         | 126                                                                                        | Юровское                         |
| 197        | Корючево              | деревня         | 6                                                                                          | Вохтожское                       |
| 198        | Косарово              | деревня         | 3                                                                                          | Комьянское                       |
| 199        | Костино               | деревня         | 0                                                                                          | Юровское                         |
| 200        | Кошкино               | деревня         | 5                                                                                          | Перцевское                       |
| 201        | Красное               | деревня         | 11                                                                                         | Сидоровское                      |
| 202        | Красноселье           | деревня         | 4                                                                                          | Сидоровское                      |
| 203        | Крестовка             | деревня         | 38                                                                                         | Ростиловское                     |
| 204        | Кречково              | деревня         | 0                                                                                          | Юровское                         |
| 205        | Криводино             | деревня         | 77                                                                                         | Юровское                         |
| 206        | Кроплево              | деревня         | 0                                                                                          | Перцевское                       |
| 207        | Кругляк               | деревня         | 0                                                                                          | Юровское                         |
| 208        | Крутец                | деревня         | 16                                                                                         | Комьянское                       |
| 209        | Куземкино             | деревня         | 0                                                                                          | Юровское                         |
| 210        | Кузнецово             | деревня         | 0                                                                                          | Комьянское                       |
| 211        | Куксимово             | деревня         | 0                                                                                          | Юровское                         |
| 212        | Куприяново            | деревня         | 0                                                                                          | Перцевское                       |
| 213        | Кураж                 | деревня         | 0                                                                                          | Юровское                         |
| 214        | Курапово              | деревня         | 9                                                                                          | Комьянское                       |
| 215        | Курочкино             | деревня         | 4                                                                                          | Перцевское                       |
| 216        | Лапино                | деревня         | 0                                                                                          | Сидоровское                      |
| 217        | Левино                | деревня         | 4                                                                                          | Сидоровское                      |
| 218        | Левино                | деревня         | 29                                                                                         | Сидоровское                      |
| 219        | Лежа                  | ж/д станция     | 269                                                                                        | Сидоровское                      |
| 220        | Липихино              | деревня         | 0                                                                                          | Вохтожское                       |
| 221        | Лихушино              | деревня         | 0                                                                                          | Перцевское                       |
| 222        | Логиново              | деревня         | 5                                                                                          | Комьянское                       |
| 223        | Ломок                 | деревня         | 4                                                                                          | Юровское                         |
| 224        | Лукино                | разъезд         | 0                                                                                          | Вохтожское                       |
| 225        | Лукино                | деревня         | 0                                                                                          | Ростиловское                     |
| 226        | Лукьяново             | деревня         | 9                                                                                          | Сидоровское                      |
| 227        | Лупочино              | деревня         | 0                                                                                          | Перцевское                       |
| 228        | Лучинино              | посёлок         | 0                                                                                          | Комьянское                       |
| 229        | Лябзунка              | деревня         | 0                                                                                          | Сидоровское                      |
| 230        | Майский               | посёлок         | 28                                                                                         | Сидоровское                      |
| 231        | Маклаково             | деревня         | 4                                                                                          | Перцевское                       |
| 232        | Максимовица           | деревня         | 4                                                                                          | Сидоровское                      |
| 233        | Максимовка            | посёлок         | 10                                                                                         | Вохтожское                       |
| 234        | Максимово             | деревня         | 3                                                                                          | Ростиловское                     |
| 235        | Максимово             | деревня         | 0                                                                                          | Сидоровское                      |
| 236        | Малое Денисьево       | деревня         | 7                                                                                          | Комьянское                       |
| 237        | Малое Займище         | деревня         | 0                                                                                          | Перцевское                       |
| 238        | Малое Костино         | деревня         | 0                                                                                          | Комьянское                       |
| 239        | Маркашово             | деревня         | 0                                                                                          | Сидоровское                      |
| 240        | Мартыново             | деревня         | 0                                                                                          | Сидоровское                      |
| 241        | Мартяково             | деревня         | 7                                                                                          | Ростиловское                     |
| 242        | Медведево             | деревня         | 9                                                                                          | Перцевское                       |
| 243        | Медведево             | деревня         | 6                                                                                          | Сидоровское                      |
| 244        | Меленка               | деревня         | 0                                                                                          | Вохтожское                       |
| 245        | Меленка               | деревня         | 0                                                                                          | Перцевское                       |
| 246        | Минькино              | село            | 543                                                                                        | Юровское                         |
| 247        | Михайлово             | деревня         | 3                                                                                          | Сидоровское                      |
| 248        | Михайлово             | деревня         | 0                                                                                          | Юровское                         |
| 249        | Михалево              | деревня         | 5                                                                                          | Перцевское                       |
| 250        | Михалково             | деревня         | 4                                                                                          | Вохтожское                       |
| 251        | Мичурино              | деревня         | 0                                                                                          | Перцевское                       |
| 252        | Мишутино              | деревня         | 9                                                                                          | Перцевское                       |
| 253        | Мокеево               | деревня         | 0                                                                                          | Юровское                         |
| 254        | Мокрынино             | деревня         | 0                                                                                          | Перцевское                       |
| 255        | Монза                 | посёлок         | 10                                                                                         | Вохтожское                       |
| 256        | Мошенниково           | деревня         | 0                                                                                          | Юровское                         |
| 257        | Муниково              | деревня         | 0                                                                                          | Вохтожское                       |
| 258        | Муравьево             | деревня         | 0                                                                                          | Комьянское                       |
| 259        | Мухино                | деревня         | 13                                                                                         | Сидоровское                      |
| 260        | Мышкино               | деревня         | 0                                                                                          | Ростиловское                     |
| 261        | Мышкино               | деревня         | 0                                                                                          | Юровское                         |
| 262        | Мясниковка            | разъезд         | 12                                                                                         | Перцевское                       |
| 263        | Мясниково             | деревня         | 0                                                                                          | Перцевское                       |
| 264        | Надорожный Липовик    | деревня         | 8                                                                                          | Комьянское                       |
| 265        | Назарка               | хутор           | 0                                                                                          | Юровское                         |
| 266        | Неверово              | деревня         | 3                                                                                          | Ростиловское                     |
| 267        | Неверово              | село            | 0                                                                                          | Юровское                         |
| 268        | Неклюдово             | деревня         | 6                                                                                          | Перцевское                       |
| 269        | Некрасово             | деревня         | 0                                                                                          | Юровское                         |
| 270        | Нефедово              | ж/д станция     | 38                                                                                         | Ростиловское                     |
| 271        | Нефедово              | деревня         | 0                                                                                          | Сидоровское                      |
| 272        | Нехотово              | деревня         | 0                                                                                          | Комьянское                       |
| 273        | Нешарово              | деревня         | 0                                                                                          | Сидоровское                      |
| 274        | Нижняя Пустынь        | деревня         | 0                                                                                          | Вохтожское                       |
| 275        | Низовка               | деревня         | 16                                                                                         | Комьянское                       |
| 276        | Никола-Пенье          | деревня         | 0                                                                                          | Ростиловское                     |
| 277        | Никольское            | деревня         | 4                                                                                          | Вохтожское                       |
| 278        | Никольское            | деревня         | 0                                                                                          | Ростиловское                     |
| 279        | Никулкино             | деревня         | 5                                                                                          | Сидоровское                      |
| 280        | Никульцево            | деревня         | 0                                                                                          | Перцевское                       |
| 281        | Новгородово           | деревня         | 0                                                                                          | Ростиловское                     |
| 282        | Новое                 | деревня         | 0                                                                                          | Юровское                         |
| 283        | Новое-на-Комье        | деревня         | 0                                                                                          | Комьянское                       |
| 284        | Новое-на-Лухте        | деревня         | 0                                                                                          | Комьянское                       |
| 285        | Новоселка             | деревня         | 0                                                                                          | Юровское                         |
| 286        | Новый Дор             | деревня         | 4                                                                                          | Комьянское                       |
| 287        | Обериха               | деревня         | 0                                                                                          | Комьянское                       |
| 288        | Обнорская Слобода     | деревня         | 9                                                                                          | Ростиловское                     |
| 289        | Образцово             | деревня         | 0                                                                                          | Ростиловское                     |
| 290        | Обухово               | деревня         | 0                                                                                          | Сидоровское                      |
| 291        | Овинища               | деревня         | 6                                                                                          | Юровское                         |
| 292        | Огарково              | деревня         | 0                                                                                          | Комьянское                       |
| 293        | Огарково              | деревня         | 0                                                                                          | Ростиловское                     |
| 294        | Орлово                | деревня         | 31                                                                                         | Вохтожское                       |
| 295        | Орлово                | деревня         | 3                                                                                          | Комьянское                       |
| 296        | Осиновица             | деревня         | 0                                                                                          | Ростиловское                     |
| 297        | Осомово               | деревня         | 0                                                                                          | Ростиловское                     |
| 298        | Останино              | деревня         | 0                                                                                          | Перцевское                       |
| 299        | Отметниково           | деревня         | 0                                                                                          | Сидоровское                      |
| 300        | Охлюево               | деревня         | 5                                                                                          | Юровское                         |
| 301        | Павловское            | деревня         | 13                                                                                         | Сидоровское                      |
| 302        | Палкино               | деревня         | 200                                                                                        | Перцевское                       |
| 303        | Пальцево              | деревня         | 0                                                                                          | Комьянское                       |
| 304        | Панкратово            | деревня         | ↘28                                                                                        | Сидоровское                      |
| 305        | Паново                | деревня         | 28                                                                                         | Сидоровское                      |
| 306        | Панфилово             | деревня         | 255                                                                                        | Юровское                         |
| 307        | Паршино               | деревня         | 47                                                                                         | Перцевское                       |
| 308        | Патракеево            | деревня         | 0                                                                                          | Комьянское                       |
| 309        | Передково             | деревня         | 0                                                                                          | Перцевское                       |
| 310        | Печенниково           | деревня         | 0                                                                                          | Ростиловское                     |
| 311        | Пешково               | деревня         | 0                                                                                          | Перцевское                       |
| 312        | Пирогово              | деревня         | 180                                                                                        | Грязовецкое                      |
| 313        | Питеримка             | деревня         | 7                                                                                          | Юровское                         |
| 314        | Пичкарево             | деревня         | 3                                                                                          | Юровское                         |
| 315        | Пищалино              | деревня         | 0                                                                                          | Юровское                         |
| 316        | Плоское               | посёлок         | 432                                                                                        | Ростиловское                     |
| 317        | Плющево               | деревня         | 10                                                                                         | Юровское                         |
| 318        | Погиблово             | деревня         | 4                                                                                          | Юровское                         |
| 319        | Погорелка             | деревня         | 0                                                                                          | Ростиловское                     |
| 320        | Погорелка             | деревня         | 5                                                                                          | Юровское                         |
| 321        | Подбережский          | разъезд         | 0                                                                                          | Вохтожское                       |
| 322        | Подкаменка            | посёлок         | 34                                                                                         | Вохтожское                       |
| 323        | Подольное             | деревня         | 0                                                                                          | Сидоровское                      |
| 324        | Подсосенье            | деревня         | 0                                                                                          | Комьянское                       |
| 325        | Подсосенье            | деревня         | 0                                                                                          | Ростиловское                     |
| 326        | Покровское            | деревня         | 43                                                                                         | Юровское                         |
| 327        | Покровское            | деревня         | 14                                                                                         | Юровское                         |
| 328        | Полежайка             | деревня         | 0                                                                                          | Перцевское                       |
| 329        | Половоз               | деревня         | 24                                                                                         | Ростиловское                     |
| 330        | Полтинино             | деревня         | ↘9                                                                                         | Перцевское                       |
| 331        | Полухино              | деревня         | 0                                                                                          | Сидоровское                      |
| 332        | Полушкино             | деревня         | 7                                                                                          | Комьянское                       |
| 333        | Полянка               | деревня         | 0                                                                                          | Ростиловское                     |
| 334        | Полянка               | деревня         | 0                                                                                          | Сидоровское                      |
| 335        | Поповка               | деревня         | 0                                                                                          | Комьянское                       |
| 336        | Поповка               | деревня         | 3                                                                                          | Комьянское                       |
| 337        | Поповка               | деревня         | ↘0                                                                                         | Сидоровское                      |
| 338        | Поповкино             | деревня         | 0                                                                                          | Ростиловское                     |
| 339        | Попово                | деревня         | 0                                                                                          | Юровское                         |
| 340        | Посёлок Льнозавода    | посёлок         | 300                                                                                        | Ростиловское                     |
| 341        | Початково             | деревня         | 0                                                                                          | Ростиловское                     |
| 342        | Початково             | деревня         | 3                                                                                          | Ростиловское                     |
| 343        | Починок               | деревня         | 3                                                                                          | Ростиловское                     |
| 344        | Починок               | деревня         | 0                                                                                          | Ростиловское                     |
| 345        | Починок               | деревня         | 9                                                                                          | Перцевское                       |
| 346        | Починок               | деревня         | 8                                                                                          | Юровское                         |
| 347        | Притыкино             | деревня         | 0                                                                                          | Комьянское                       |
| 348        | Прокопьево            | деревня         | 4                                                                                          | Юровское                         |
| 349        | Прокунино             | деревня         | 8                                                                                          | Комьянское                       |
| 350        | Пронино               | деревня         | →0                                                                                         | Сидоровское                      |
| 351        | Пузово                | деревня         | 3                                                                                          | Перцевское                       |
| 352        | Путилово              | деревня         | 51                                                                                         | Вохтожское                       |
| 353        | Рагозино              | деревня         | 53                                                                                         | Сидоровское                      |
| 354        | Раково                | деревня         | 0                                                                                          | Перцевское                       |
| 355        | Раменье               | деревня         | 10                                                                                         | Сидоровское                      |
| 356        | Рамешки               | деревня         | 0                                                                                          | Перцевское                       |
| 357        | Ременниково           | деревня         | 0                                                                                          | Юровское                         |
| 358        | Ржища                 | деревня         | 7                                                                                          | Перцевское                       |
| 359        | Родионово             | деревня         | 8                                                                                          | Вохтожское                       |
| 360        | Родниково             | деревня         | 0                                                                                          | Сидоровское                      |
| 361        | Рождество             | деревня         | 0                                                                                          | Ростиловское                     |
| 362        | Ростилово             | деревня         | ↘514                                                                                       | Ростиловское                     |
| 363        | Рудино                | деревня         | 0                                                                                          | Перцевское                       |
| 364        | Рылово                | деревня         | 0                                                                                          | Перцевское                       |
| 365        | Рябиновка             | деревня         | ↘0                                                                                         | Комьянское                       |
| 366        | Савкино               | деревня         | 16                                                                                         | Юровское                         |
| 367        | Санниково             | деревня         | 6                                                                                          | Юровское                         |
| 368        | Свининино             | деревня         | 0                                                                                          | Ростиловское                     |
| 369        | Свинино               | деревня         | 3                                                                                          | Комьянское                       |
| 370        | Свистуново            | деревня         | 29                                                                                         | Грязовецкое                      |
| 371        | Семейкино             | деревня         | 0                                                                                          | Юровское                         |
| 372        | Семенково             | деревня         | 0                                                                                          | Комьянское                       |
| 373        | Семенково             | деревня         | 0                                                                                          | Перцевское                       |
| 374        | Семеновское           | деревня         | 0                                                                                          | Ростиловское                     |
| 375        | Семенцево             | деревня         | 13                                                                                         | Ростиловское                     |
| 376        | Семернино             | деревня         | 0                                                                                          | Комьянское                       |
| 377        | Сеньга                | село            | 68                                                                                         | Сидоровское                      |
| 378        | Сережино              | деревня         | 3                                                                                          | Комьянское                       |
| 379        | Сидорово              | село            | 537                                                                                        | Сидоровское                      |
| 380        | Сидоровское           | деревня         | 120                                                                                        | Ростиловское                     |
| 381        | Силифоново            | деревня         | 4                                                                                          | Комьянское                       |
| 382        | Ситниково             | деревня         | 5                                                                                          | Ростиловское                     |
| 383        | Скалино               | деревня         | 10                                                                                         | Ростиловское                     |
| 384        | Скалино               | ж/д станция     | 0                                                                                          | Ростиловское                     |
| 385        | Скоморохово           | деревня         | 0                                                                                          | Ростиловское                     |
| 386        | Скоморохово           | разъезд         | 0                                                                                          | Ростиловское                     |
| 387        | Скородумка            | деревня         | 12                                                                                         | Ростиловское                     |
| 388        | Скородумка            | деревня         | 492                                                                                        | Юровское                         |
| 389        | Скураково             | деревня         | 0                                                                                          | Юровское                         |
| 390        | Слобода               | деревня         | ↘1159                                                                                      | Перцевское                       |
| 391        | Слобода               | деревня         | 64                                                                                         | Сидоровское                      |
| 392        | Слободища             | деревня         | 11                                                                                         | Юровское                         |
| 393        | Слудки                | деревня         | 0                                                                                          | Перцевское                       |
| 394        | Соколово              | деревня         | 0                                                                                          | Ростиловское                     |
| 395        | Сопелкино             | деревня         | 67                                                                                         | Ростиловское                     |
| 396        | Спас-Нурма            | деревня         | 4                                                                                          | Ростиловское                     |
| 397        | Спасское              | деревня         | 288                                                                                        | Сидоровское                      |
| 398        | Стан                  | деревня         | 0                                                                                          | Сидоровское                      |
| 399        | Становищево           | деревня         | 22                                                                                         | Перцевское                       |
| 400        | Становое              | деревня         | 27                                                                                         | Вохтожское                       |
| 401        | Становое              | деревня         | 3                                                                                          | Сидоровское                      |
| 402        | Становое              | разъезд         | 27                                                                                         | Сидоровское                      |
| 403        | Старово               | деревня         | 26                                                                                         | Перцевское                       |
| 404        | Старово               | деревня         | 4                                                                                          | Юровское                         |
| 405        | Старое                | деревня         | 0                                                                                          | Юровское                         |
| 406        | Старый Дор            | деревня         | 24                                                                                         | Комьянское                       |
| 407        | Стеблево              | деревня         | 0                                                                                          | Комьянское                       |
| 408        | Стеблево              | ж/д станция     | 14                                                                                         | Комьянское                       |
| 409        | Стеклянка             | посёлок         | 0                                                                                          | Вохтожское                       |
| 410        | Степаново             | деревня         | 0                                                                                          | Сидоровское                      |
| 411        | Степково              | деревня         | 12                                                                                         | Юровское                         |
| 412        | Степурино             | деревня         | 247                                                                                        | Юровское                         |
| 413        | Сторонний Крутец      | деревня         | 0                                                                                          | Перцевское                       |
| 414        | Строево               | деревня         | 24                                                                                         | Вохтожское                       |
| 415        | Студенец              | деревня         | 14                                                                                         | Ростиловское                     |
| 416        | Суворково             | деревня         | 0                                                                                          | Перцевское                       |
| 417        | Суворово              | деревня         | 0                                                                                          | Комьянское                       |
| 418        | Сычево                | деревня         | 3                                                                                          | Комьянское                       |
| 419        | Талица                | деревня         | 10                                                                                         | Ростиловское                     |
| 420        | Талица                | деревня         | 0                                                                                          | Юровское                         |
| 421        | Тарасово              | деревня         | 120                                                                                        | Вохтожское                       |
| 422        | Таршино               | деревня         | 8                                                                                          | Юровское                         |
| 423        | Телебино              | деревня         | 0                                                                                          | Юровское                         |
| 424        | Темниково             | деревня         | 0                                                                                          | Ростиловское                     |
| 425        | Тимонино              | деревня         | 3                                                                                          | Комьянское                       |
| 426        | Тимонино              | деревня         | 31                                                                                         | Ростиловское                     |
| 427        | Тимошкино             | деревня         | 0                                                                                          | Сидоровское                      |
| 428        | Третниково            | деревня         | 0                                                                                          | Ростиловское                     |
| 429        | Троицкое              | деревня         | 8                                                                                          | Юровское                         |
| 430        | Турыгино              | деревня         | 0                                                                                          | Ростиловское                     |
| 431        | Туфаново              | деревня         | 6                                                                                          | Комьянское                       |
| 432        | Туфаново              | ж/д станция     | 43                                                                                         | Комьянское                       |
| 433        | Угленцево             | деревня         | 24                                                                                         | Перцевское                       |
| 434        | Ульяновка             | деревня         | 7                                                                                          | Перцевское                       |
| 435        | Федорково             | деревня         | ↗7                                                                                         | Комьянское                       |
| 436        | Федяйкино             | деревня         | 5                                                                                          | Комьянское                       |
| 437        | Фетинино              | деревня         | 7                                                                                          | Юровское                         |
| 438        | Филиппово             | деревня         | 4                                                                                          | Юровское                         |
| 439        | Фомское               | деревня         | 0                                                                                          | Юровское                         |
| 440        | Фрол                  | деревня         | 335                                                                                        | Перцевское                       |
| 441        | Хаймино               | деревня         | 0                                                                                          | Юровское                         |
| 442        | Хвастово              | деревня         | 17                                                                                         | Комьянское                       |
| 443        | Хлебниково            | деревня         | 0                                                                                          | Сидоровское                      |
| 444        | Хлызино               | деревня         | 4                                                                                          | Сидоровское                      |
| 445        | Хорошево              | деревня         | 965                                                                                        | Комьянское                       |
| 446        | Худынино              | деревня         | 0                                                                                          | Ростиловское                     |
| 447        | Целенниково           | деревня         | 36                                                                                         | Вохтожское                       |
| 448        | Цепелка               | деревня         | 3                                                                                          | Сидоровское                      |
| 449        | Чагрино               | деревня         | 0                                                                                          | Комьянское                       |
| 450        | Чахлово               | деревня         | 0                                                                                          | Перцевское                       |
| 451        | Чернава               | деревня         | 10                                                                                         | Перцевское                       |
| 452        | Чернецкое             | село            | 37                                                                                         | Юровское                         |
| 453        | Черницыно             | деревня         | 3                                                                                          | Перцевское                       |
| 454        | Черновка              | деревня         | 0                                                                                          | Вохтожское                       |
| 455        | Черногубово           | деревня         | 0                                                                                          | Перцевское                       |
| 456        | Черняево              | деревня         | 0                                                                                          | Сидоровское                      |
| 457        | Чистая                | деревня         | 0                                                                                          | Ростиловское                     |
| 458        | Чистопьяново          | деревня         | 0                                                                                          | Ростиловское                     |
| 459        | Чуваксино             | деревня         | 0                                                                                          | Перцевское                       |
| 460        | Чупрово               | деревня         | 4                                                                                          | Ростиловское                     |
| 461        | Чухарица              | деревня         | 119                                                                                        | Вохтожское                       |
| 462        | Шабаново              | деревня         | 0                                                                                          | Ростиловское                     |
| 463        | Шалданово             | деревня         | 0                                                                                          | Ростиловское                     |
| 464        | Шевяково              | деревня         | 0                                                                                          | Перцевское                       |
| 465        | Шемейкино             | деревня         | 5                                                                                          | Перцевское                       |
| 466        | Шепяково              | деревня         | 0                                                                                          | Комьянское                       |
| 467        | Шилово                | деревня         | 0                                                                                          | Сидоровское                      |
| 468        | Шильмяшево            | деревня         | 7                                                                                          | Юровское                         |
| 469        | Шипино                | деревня         | 0                                                                                          | Ростиловское                     |
| 470        | Шираково              | деревня         | 17                                                                                         | Юровское                         |
| 471        | Шнякино               | деревня         | 0                                                                                          | Юровское                         |
| 472        | Шумлево               | деревня         | 0                                                                                          | Юровское                         |
| 473        | Шушуково              | деревня         | Получено слишком много сущностей из Викиданные. Количество загруженных сущностей: 500/500. | Сидоровское                      |
| 474        | Щекутьево             | деревня         | Получено слишком много сущностей из Викиданные. Количество загруженных сущностей: 500/500. | Комьянское                       |
| 475        | Щекутьево             | деревня         | Получено слишком много сущностей из Викиданные. Количество загруженных сущностей: 500/500. | Комьянское                       |
| 476        | Юдино                 | деревня         | Получено слишком много сущностей из Викиданные. Количество загруженных сущностей: 500/500. | Комьянское                       |
| 477        | Юношеское             | село            | Получено слишком много сущностей из Викиданные. Количество загруженных сущностей: 500/500. | Ростиловское                     |
| 478        | Юрово                 | деревня         | Получено слишком много сущностей из Викиданные. Количество загруженных сущностей: 500/500. | Юровское                         |
| 479        | Яковлевка             | деревня         | Получено слишком много сущностей из Викиданные. Количество загруженных сущностей: 500/500. | Перцевское                       |
| 480        | Яфаново               | деревня         | Получено слишком много сущностей из Викиданные. Количество загруженных сущностей: 500/500. | Перцевское                       |
| 481        | 18 км                 | посёлок         | Получено слишком много сущностей из Викиданные. Количество загруженных сущностей: 500/500. | Вохтожское                       |
| 481.000001 | Гремячий              | посёлок         | Получено слишком много сущностей из Викиданные. Количество загруженных сущностей: 500/500. | Толшменское                      |
| 481.000002 | Ида                   | посёлок         | Получено слишком много сущностей из Викиданные. Количество загруженных сущностей: 500/500. | Миньковское                      |
| 481.000003 | Карица                | посёлок         | Получено слишком много сущностей из Викиданные. Количество загруженных сущностей: 500/500. | Толшменское                      |

### Упразднённые населённые пункты
В 2020 году были упразднены деревни Анисимово, Бердяйка, Верховье, Власово, Головинское, Ежово, Казаркино, Кромино, Лысово, Новгородово, Пирожково, Починок, Рындино, Савино, Ушаково, Филино (Сидоровского муниципального образования), Посадниково (Ростиловского муниципального образования), Феклица (Юровского муниципального образования). В ноябре 2020 года упразднён посёлок Кордон, на уровне административного устройства относящийся к Идскому сельсовету Грязовецкого района, на уровне муниципального к Бабушкинскому.
В январе 2022 года упразднены деревни Крохино (Ростиловского муниципального образования), Крюково, Никола, Чистюнино (Сидоровского муниципального образования), Данилово и Прокунино (Перцевского муниципального образования).
В сентябре 2022 года упразднены деревни Клепиково и Ковырново Анохинского сельсовета (бывшее Сидоровское сельское поселение).
В октябре 2023 года упразднены деревни Алферово и Филино Ростиловского муниципального образования.

## Экономика
В Грязовецком районе выращивают рожь, ячмень, овёс, пшеницу, картофель, лён. Молочно-мясное скотоводство.
- Месторождения песка, гравия, глины. Железисто-известковые минеральные источники.
- Близ д. Ростилово находится газокомпрессорная станция (ГС-17) Грязовецкого линейно-производственного управления магистральных газопроводов Северо-европейского газопровода («Трансгаз-Ухта») https://ukhta-tr.gazprom.ru/gryazovetskoe-linejnoe-proizvods/

Электроснабжение: от «Вологдаэнерго».

## Транспорт
Автодороги: «Вологда — Ростилово» — областного значения с асфальтобетонным покрытием, М8.
Железнодорожные станции: Грязовец, Бакланка, Нефедово, Стеблево (на линии Вологда — Данилов), Вохтога, Лежа, Становое, Бушуиха, Туфаново (на линии Вологда — Буй), Вохтога II, Монза, Истопная (на Монзенской железной дороге). Ведомственная Монзенская железная дорога наравне с магистральными железными дорогами является значимой частью транспортной сети района.
Автобусное сообщение Грязовец - Вохтога, Грязовец - Демьяново, Грязовец - Минькино,Грязовец - Вараксино,Грязовец - Кашино,Грязовец - Лежа,Грязовец - Скородумка,Грязовец - Кобяково,Грязовец - Фрол,Грязовец - Тимонино,Грязовец - Ростилово,Грязовец - Льнозавод,

## Достопримечательности
- Усадьба Брянчаниновых в селе Покровское, в которой провёл детские годы св. Игнатий (Брянчанинов). Сохранились усадебный дом, церковь, хозяйственные постройки, парк. Усадьба отреставрирована, в ней расположен музей. См.галерею фотографий усадьбы. (59°02′04″ с. ш. 39°57′23″ в. д.HGЯO).
- Кедровая роща в деревне Чагрино. Считается, что её основателем стал некий Петров, инженер по образованию, который привез саженцы с далекого Алтая. Вместе с молодыми дубками и липами в роще были посажены и 320 кедров. Н. А. Петрова разбил перед домом сад, где росли сибирские кедры, сосны, дуб, туя, ясень, клён, орешник, липа. С двух сторон сад был обсажен берёзами. В 1902 году Н. А. Петров задумал расширить сад. Была подготовлена площадка размером 2 га, выписаны и привезены из Сибири саженцы кедров. В 1902 - 1904 гг. вся площадка была засажена правильными рядами молодых деревьев сибирского кедра. Сажал же их и выхаживал трудовой народ.
- Ансамбль Свято - Троицкого  Павло - Обнорского монастыря в селе Юношеское.

## Люди, связанные с районом
- Деревня Крюково Грязовецкого района родина Героя Советского Союза капитана Михаила Андреевича Самарина.
- Можайский, Александр Фёдорович (9(21).03.1825— 20.3(1.04).1890) — контр-адмирал, пионер авиации
- В 1873 г. в деревне Вараксино Грязовецкого уезда родился собиратель книг и рукописей, историк и библиограф Пётр Алексеевич Картавов (ум. в 1941 г. в Ленинграде)
- Левицкий, Николай Алексеевич (1911—1982) — режиссёр документального кино, народный артист СССР (1982)
- Яковлев Александр Степанович.(6 Августа 1923 — 25 Сентября 1946 г.г.) Полный Кавалер Ордена Славы родился деревне Кашино Ведёрковского сельсовета Грязовецкого района.
- Деревня Филяево Ведёрковский сельсовет родился Алексей Дмитриевич Крутиков (1902—1962) советский государственный деятель. 1954 г. заместитель начальника Главного торгового управления Центросоюза. Депутат Верховного Совета СССР 2 созыва. Награждён двумя орденами Ленина. Похоронен в Москве.
- Калинин Виталий Дмитриевич Родился в деревне Боброво (Ведёрковского сельсовета) Грязовецкого района. После окончания школы работал в колхозе «Маяк». В ноябре 1943 года призван в Красную Армию. Участник Великой Отечественной войны и боевых действий против милитаристской Японии. После увольнения из Советской Армии с 1950 года работал шофёром в Великорецком лесопункте Лежского леспромхоза. После окончания краткосрочных курсов работал там же трактористом. С 1958 года — тракторист в Тафтинском лесопункте Тотемского леспромхоза. В 1966 году возглавил одну из малых комплексных бригад и добился высоких результатов в работе. За данный трудовой подвиг В. Д. Калинину Указом Президиума Верховного Совета СССР в 1966 году присвоено звание Героя Социалистического Труда.После 1966 года В. Д. Калинин продолжал работать в Тафтинском лесопункте бригадиром комплексной бригады, трактористом-оператором челюстного погрузчика. С июля 1974 года продолжал работать на этих же должностях, но уже в Семигороднем леспромхозе Харовского района, куда был передан Тафтинский лесопункт. Персональный пенсионер, но до 1985 года продолжал работать.
- Смирнов Сергей Николаевич родился 4 марта 1939 года на станции Лежа военный лётчик, дипломат, военный атташе, генерал- майор, поэт. В 1956 году он поступил в военно-морское авиаучилище в г. Лебяжье Ленинградской области. Затем перевод в Армавирское военно-авиационное училище лётчиков-истребителей, которое закончил в 1959 году. 12 лет отлетал Сергей Николаевич на истребителях серии «МиГ» в частях ВВС на Северном Кавказе, Дальнем Востоке, Украине и в Белоруссии. В 1974 году, после окончания Военной Академии Советской Армии, перешёл на дипломатическую службу. Сначала исполнял обязанности помощника Военно-Воздушного атташе, а после завершения обучения в Военной Академии Генштаба был назначен Военно-Воздушным атташе при посольстве СССР в США.В 1986 году Сергея Николаевича назначили начальником Главного управления Генерального Штаба ВС СССР. С 1989 по 1993 годы был Военно-Воздушным атташе при посольстве СССР и РФ в Турции. В 1994 году в звании генерал-майора Смирнов Сергей Николаевич уволился в запас. После демобилизации появилась возможность раскрыть свой поэтический дар в полном объёме. Первый поэтический сборник «Миг жизни» вышел в Москве в 2007 году. В 2010 году С. Н. Смирнов был принят в Союз писателей России. А в 2011 году вышел новый сборник стихов автора, который называется «Тропою жизни». Эта книга — настоящая песня своей малой родине, родной Вологодчине. Скончался в 2013 году, похоронен в Москве.
- Зырин Михаил Иванович( род. 15.10.1923) д.Надорожный Липовик  Ведёрковского сельсовета Грязовецкого района Вологодской области. Генерал-майор милиции. Кандидат юридических наук, доцент. Окончил Минский юридический институт (1954). В органах государственной безопасности с 1943 г. Возглавлял следственное управление МВД БССР (1963—1969), УВД Витебского облисполкома (1969–1976). Начальник Минской высшей школы МВД СССР (1976–1987). Заслуженный юрист Республики Беларусь. Ветеран Великой Отечественной войны.Скончался в 2005 году.похоронен на Восточном кладбище Минска.
- Сычёв, Константин Алексеевич (1903—1960) — полковник, активный участник ВОВ, дважды за разные подвиги представлялся к званию Героя Советского Союза, кавалер десяти боевых орденов,  командир 74-й стрелковой Киевской Краснознамённой ордена Богдана Хмельницкого дивизии.
- Шевелев, Александр Иванович (1919—1996) — бригадир колхоза «Аврора», Герой Социалистического Труда:
- Зязина, Ольга Васильевна (1907—1986) — председатель колхоза «Ударник», Герой Социалистического Труда:
- Соболева, Анна Александровна (1923—1952) — звеньевая колхоза «Ударник», Герой Социалистического Труда:
- Шевелев, Фёдор Андреевич (1896—1968) — председатель колхоза «Аврора», Герой Социалистического Труда:
- Большакова, Анна Васильевна (1914 — ?) — звеньевая колхоза «Ударник», Герой Социалистического Труда:
- Чечулин, Михаил Григорьевич (1894—1985) — бригадир колхоза «Аврора», Герой Социалистического Труда:
- Чечулина, Александра Николаевна (1907—1979) — звеньевая колхоза, Герой Социалистического Труда:
- Колотилова, Мария Александровна (1915—1976) — звеньевая колхоза «Ударник», Герой Социалистического Труда:
- Карзанова, Анна Александровна (1909—1985) — звеньевая колхоза «Ударник»[6]. Герой Социалистического Труда: